# Peter Brock (historyk)
Peter Brock (ur. 1920 Guernsey, Wyspy Normandzkie, zm. 2006) – brytyjski i kanadyjski historyk, badacz dziejów Europy Wschodniej i dziejów pacyfizmu. 

## Życiorys
Studia odbył Exeter College w Oksfordzie. W czasie II wojny światowej działacz jako pacyfistyczny był krótko uwięziony. Po wojnie udał się z misją do Polski, co uwieńczył doktoratem z historii w 1950 na Uniwersytecie Jagiellońskim. Drugi doktorat dotyczący doktryny braci czeskich otrzymał w Oksfordzie w 1954 roku. Od 1966 pracował na Uniwersytecie w Toronto. 

## Wybrane publikacje
- The Political and Social Doctrines of the Unity of Czech Brethren in the fifteenth and early sixteenth centuries (1957).
- Vasya Pozdnyakov's Dukhobor narrative (1965).
- Pacifism in the United States. From the colonial era to the First World War. (1968).
- Radical Pacifists in antebellum America (1968).
- The Czech renascence of the nineteenth century: Essays presented to Otakar Odložilík in honour of his seventieth birthday(edited by Brock and H. Gordon Skilling) (1970).
- Pioneers of the Peaceable Kingdom (1970).
- Twentieth-century pacifism (1970).
- Pacifism in Europe to 1914 (1972).
- Nationalism and populism in partitioned Poland: Selected essays (1973).
- The Slovak National Awakening (1976).
- Polish Revolutionary Populism (1977).
- Fighting Joe Martin : founder of the Liberal Party in the West : a blow-by-blow account (1981).
- The roots of war resistance : pacifism from the early church to Tolstoy (1981).
- The Mahatma and mother India : essays on Gandhiʾs non-violence and nationalism (1983).
- The military question in the early church : a selected bibliography of a century’s scholarship 1888-1987 (1988).
- The Quaker peace testimony 1660 to 1914 (1990).
- Freedom from war : nonsectarian pacifism, 1814-1914 (1991).
- Studies in Peace History (1991).
- Folk Cultures and Little Peoples : Aspects of National Awakening in East Central Europe (1992).
- Freedom from violence : sectarian nonresistance from the Middle Ages to the Great War (1992).
- A brief history of pacifism from Jesus to Tolstoy (1992).
- Records of conscience : three autobiographical narratives by conscientious objectors 1665-1865 (1993).
- Pacifism to 1914 : an overview (1994).
- Bart de Ligt (1885-1938) : overdenkingen bij het herlezen van "La paix créatrice” na 51 jaar = Reflections on rereading "La paix créatrice” after fifty-one years. (1994).
- Mahatma Gandhi as a linguistic nationalist (1995).
- (redakcja) Testimonies of conscience sent from the Soviet Union to the War Resisters International, 1923-1929 (1997).
- Varieties of pacifism : a survey from antiquity to the outset of the twentieth century (1998).
- (współautor Thomas P. Socknat) Challenge to Mars : essays on pacifism from 1918 to 1945 (1999).
- (współautor Nigel Young) Pacifism in the Twentieth century  (1999).
- The riddle of St. Maximilian of Tebessa (2000).
- Pacifism since 1914 : an annotated reading list (2000).
- Life in a penal battalion of the Imperial Russian Army : the Tolstoyan N.T. Iziumchenko’s story, edited by Peter Brock and John L.H. Keep, (2001).
- From Wandsworth to Wormwood Scrubs : one man's view of prison (2000).
- The Black Flower : One Man’s memory of prison sixty years after (2001).
- Life in an Austro-Hungarian military prison : the Slovak Tolstoyan Dr. Albert Škarvan’s story (2002).
- Liberty and conscience : a documentary history of the experiences of conscientious objectors in America through the Civil War (2002).
- "These strange criminals" : an anthology of prison memoirs by conscientious objectors from the Great War to the Cold War (2004).
- Against the draft : essays on conscientious objection from the Radical Reformation to the Second World War (2006).
- Nation and history : Polish historians from the Enlightenment to the Second World War, edited by Brock, John D. Stanley and Piotr J. Wróbel (2006).

## Publikacje w języku polskim
- W zaraniu ruchu ludowego, z przedmową Stanisława Kota, Londyn: Polskie Stronnictwo Ludowe 1956.
- Z dziejów wielkiej emigracji w Anglii,tł. z ang. A. Ślósarczyk, przedmowa S. Kieniewicz, Warszawa: "Książka i Wiedza" 1958.
- Geneza ludu polskiego w Anglii: materiały źródłowe, wyboru dokonał i wstępem, przepisami i notatkami zaopatrzył Peter Brock, Londyn 1962.